# ローバ族
ローバ族（中国語:珞巴族）は主にインド北東部や、中華人民共和国チベット自治区山南市、ニンティ市の少数民族のひとつ。ロパ族とも和訳される。全人口は国家民族事務委員会発表分では1980年代頃は約30万人であったが、現在は約60万人としている。
中国ではチベット自治区のみに居住しており、その人口は2000人台と、中国政府が認定している全ての少数民族としては一番少ない。チベット仏教を信仰していないという点で、チベット族とは異なる。そもそもローバの意味自体が、チベット族からみて「南方の人」を表現する言葉に由来する。

## 中国の自治地方

### 民族郷
- メンリン県
  - 南伊ローバ民族郷
- メトク県
  - 達木ローバ民族郷
- ルンツェ県
  - 斗玉ローバ民族郷